# It’s in the Water
It’s in the Water ist ein US-amerikanischer Film aus dem Jahr 1997, bei dem Kelli Herd Regie führte und das Drehbuch schrieb.

## Handlung
Alex ist eine verheiratete Frau und engagiert sich in der texanischen Kleinstadt Azalea Springs für das neueröffnete Hospiz. Gemeinsam mit ihren Society-Freundinnen, zu denen auch Sloan gehört, besucht sie das Hospiz, wo sie ihren Bekannten Spencer sowie die Krankenschwester Grace trifft. Spencers Lebensgefährte Bruce, der an AIDS erkrankt ist, liegt im Hospiz. Grace ist eine Freundin von Alex aus ihrer Highschool-Zeit, die überraschend aus der Großstadt zurückgekehrt ist, um im Hospiz zu arbeiten.
Am Abend auf dem jährlichen Stadtfest Azalea Ball erzählt Spencer in betrunkenem Zustand, dass er aufgrund des örtlichen Stadtwassers homosexuell geworden sei. Die beim Gespräch anwesende Sloan überhört die Ironie von Spencer und berichtet dies ihren Freundinnen. In den folgenden Wochen entwickelt sich in der Stadt eine Panik, die auch von den Lokalmedien aufgegriffen wird. Der Sohn des örtlichen Zeitungsverlegers Mark, der innerlich mit seiner Homosexualität kämpft und der eine örtliche Ex-Gay-Gruppe bei Bruder Daniel besucht, versucht die Panik im Ort einzudämmen. Alex und Grace erneuern ihre Freundschaft und Grace hat ihr öffentliches Coming-out als Lesbe. Der Ehemann von Grace wird verhaftet, nachdem er Grace in Zorn angegriffen hat. Zwischenzeitlich lernt Mark auf einem Ex-Gay-Treffen den Maler Tomas kennen.

## Preise
- Philadelphia International Gay & Lesbian Film Festival – Publikumspreis (1997)